# The Fox (1921)
The Fox é um filme dos Estados Unidos de 1921, do gênero faroeste, dirigido por Robert Thornby e estrelado por Harry Carey.

## Elenco
- Harry Carey ... Ol' Santa Fe
- C. E. Anderson ... Rollins
- Harley Chambers ... Hubbs
- Gertrude Claire ... Mrs. Farwell
- Betty Ross Clarke ... Annette Fraser (creditada como Betty Ross Clark)
- George Cooper ... K.C. Kid
- B. Reeves Eason Jr. ... Pard
- Alan Hale as Rufus B. Coulter
- John Harron ... Dick Farwell (como Johnny Harron)
- Charles Le Moyne ... Black Mike
- George Nichols ... Xerife Mart Fraser
- Gertrude Olmstead.[2] Stella Fraser